# Alfredfjellet

Björnön med Alfredfjället i söder.

Alfredfjellet är ett 420 m högt fjäll på södra delen av Björnön, Svalbard. Fjället  är uppkallat efter polarforskaren Alfred Nathorst som bland annat utforskade Björnön under sin expedition 1898–1899.